# Heimo Kaindl
Heimo Kaindl (* 1964 in Graz) ist ein österreichischer Museumsleiter, Kunsthistoriker, Volkskundler und Denkmalpfleger.

## Leben

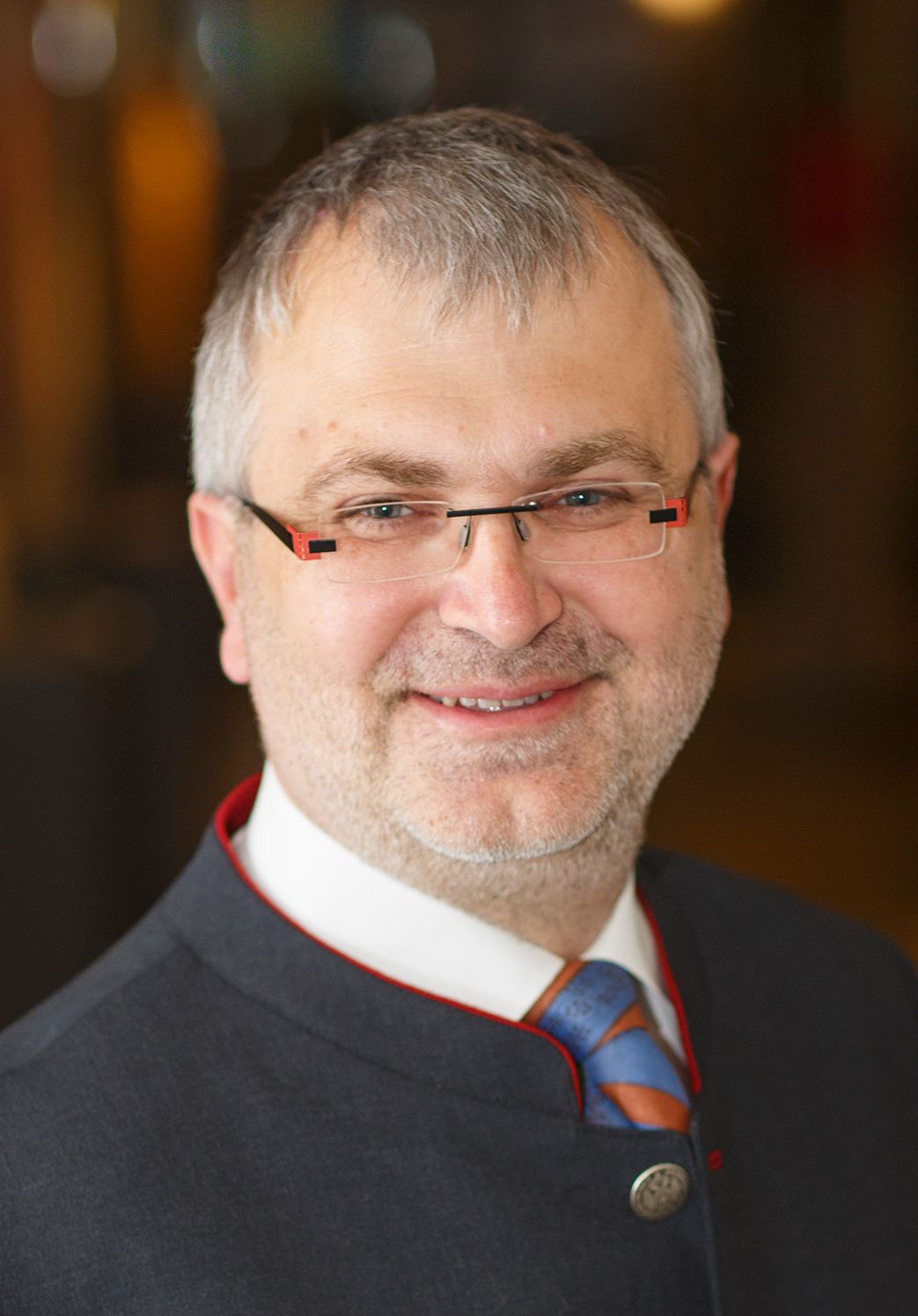
Heimo Kaindl

Nach dem Besuch des BG Oeversee und der HTBL Ortweinplatz, Abteilung Kunstgewerbe, beide in Graz, absolvierte Heimo Kaindl ab 1984 sein Studium der Kunstgeschichte, Volkskunde und Kulturwissenschaften an der Karl-Franzens-Universität in Graz. Vertiefungen erfolgten in den Fachbereichen Museumspädagogik und EDV für Geisteswissenschaften sowie durch praktische Restauriertätigkeiten bei Tina Kerciku, Miriam Porta und Emmerich Mohapp. Von 1988 bis 1991 war Heimo Kaindl als Assistent bei UP Götz Pochat und ab 1990 auch als Universitätslehrer am Institut für Kunstgeschichte der Karl-Franzens-Universität Graz tätig.
Seit 1991 ist Heimo Kaindl Direktor des Diözesanmuseums Graz und Diözesankonservator der Diözese Graz-Seckau. Schwerpunkte seiner musealen Tätigkeiten sind die Stärkung der Vermittlungsarbeit (Museumspädagogik) mit stark zielgruppenorientierter Programmatik, inhaltlich die kulturhistorische Ausrichtung des Ausstellungsprogramms und eine umfangreiche Lehr- und Publikationstätigkeit. Nach einer Sanierung des Diözesanmuseums 2002 gehörte die Übersiedlung des gesamten Museums an den heutigen Standort Bürgergasse 2/Priesterseminar in Graz zu seinen Aufgaben. Besonderes Augenmerk richtet er seither auf den Bildungs- und Service-Charakter des Diözesanmuseums Graz, das er als zentrale Informations- und Auskunftsstelle zu allen künstlerischen, brauchtümlichen und kirchlich relevanten Fragen sieht. Als Diözesankonservator initiierte er die Gesamtinventarisierung der künstlerisch und kulturell relevanten Gegenstände in allen Kirchen der Steiermark (Diözese Graz-Seckau), die seit 1996 durchgeführt wurde und heute in der regelmäßigen Bestands- und Zustandskontrolle fortgesetzt wird. Ausgebaut wurde die Beratungs- und Schulungstätigkeit für Pfarren, Mesner und Kirchenpfleger zu richtigem Umgang und passender Pflege von Gebäude und Einrichtung. Als amtliches Mitglied der Sektion für kirchliche Kunst der Diözesankommission für Liturgie ist Heimo Kaindl seit 1991 nicht nur deren Sekretär, sondern auch als Berater und Begleiter für Kirchenumbauten und zeitgenössische künstlerische Ausstattung von Kirchenräumen tätig.
Im Jahr 1991 war Heimo Kaindl Gründungsmitglied der Arbeitsgemeinschaft der steirischen Museen, die sich zum Steirischen Museumsverband wandelte.  Im Vorstand ist er derzeit Obfraustellvertreter. Von 1991 bis 2016 war er für den Museumsverband Herausgeber und Schriftleiter der österreichweiten Museumszeitschrift Die Stellwand. Mitteilungen der Museen und Sammlungen und verfasste dazu selbst zahlreiche Fachartikel, Museumsvorstellungen und Beiträge.
Von 2000 bis 2019 war er im Vorstand von ICOM Österreich, der österreichischen Sektion des Internationalen Museumsbundes ICOM tätig, zwischenzeitlich auch dessen Geschäftsführer (secretary). Seit 2002 ist Heimo Kaindl Mitglied der Jury des Österreichischen Museumsgütesiegels, an dessen Entwicklung er unter ICOM-Österreich-Präsident Günther Dembski mitbeteiligt war. Seit 2020 ist er Vorsitzender der Jury des Österreichischen Museumsgütesiegels.
Seit 1994 Mitglied der 2010 neu strukturierten Arbeitsgemeinschaft Kirchlicher KonservatorInnen Österreichs ist Heimo Kaindl derzeit deren Sprecher. Zudem ist er Mitglied im Denkmalbeirat der Österreichischen Bischofskonferenz. In seiner Funktion als Diözesankonservator ist er einer der Berater des Vereins Denkmal Steiermark.
Seit 1991 Mitglied der Deutschen Arbeitsgemeinschaft der Kirchlichen Museen und Schatzkammern ist Heimo Kaindl seit 2018 als 2. Vorsitzender in deren Vorstand und wurde 2022 zu deren 1. Vorsitzendem gewählt.
Zu seinem ehrenamtlichen Engagement gehört auch die Tätigkeit in seinen Wohnsitzpfarren Graz-Mariahilf und Graz-Hl. Schutzengel als Lektor, Kommunionspender, Pfarrnachrichtenredakteur und Pfarrgemeinderatsmitglied. Seit 2017 ist er im Vorstand des Pfarrverbandsrates Graz-Christkönig & Graz-Schutzengel und seit 2022 der geschäftsführende Vorsitzende.

## Schriften (Auswahl ohne Aufsätze und Fachartikel)
- Heimo Kaindl: Himmlisch Irdisch. 90 Positionen zu 90 Jahren Diözesanmuseum Graz. Verlag Diözesanmuseum Graz, Graz 2022, ISBN 978-3-901810-50-3.
- Heimo Kaindl (Hrsg.): Gemeinsam Leben – Gemeinsam Glauben. Die Lebens- und Jahresfeste der Religionen in Graz. Verlag Diözesanmuseum Graz, Graz 2021, ISBN 978-3-901810-48-0.
- Arbeitsgemeinschaft Kirchlicher KonservatorInnen Österreichs, Heimo Kaindl, Karin Mayer, Rosmarie Schiestl (Hrsg.): Schöne Kirche – Handbuch zur Pflege kirchlicher Kunst- und Kulturgüter. Verlag Diözesanmuseum Graz, Graz-Wien 2020, ISBN 978-3-901810-47-3.
- Heimo Kaindl (Hrsg.): Tiere in der Bibel und in unseren Kirchenräumen. Verlag Diözesanmuseum Graz, Graz 2019, ISBN 978-3-901810-45-9.
- Heimo Kaindl, Alois Kölbl, Johannes Rauchenberger (Hrsg.): Last & Inspiration. 800 Jahre – 8 Fragen. ISBN 978-3-222-13619-1.
- Heimo Kaindl (Hrsg.): Knockin’ on Heaven’s TOR. Fußball und Religion. Verlag Diözesanmuseum Graz, Graz 2016, ISBN 978-3-901810-37-4.
- Heimo Kaindl (Hrsg.): Maria. 1001 Gesichter der Liebe. Verlag Diözesanmuseum Graz, 1. und 2. Auflage, Graz 2015, ISBN 978-3-901810-39-8.
- Glettler, Hermann / Kaindl, Heimo / Kölbl, Alois / Porta, Miriam / Rauchenberger, Johannes / Tangl, Eva (Hg.): Sakral:Kunst. Innovative Bildorte seit dem II. Vatikanischen Konzil in der Diözese Graz-Seckau, Regensburg 2015.
- Heimo Kaindl: Die Farben Grün. Verlag Diözesanmuseum Graz, Graz 2014, ISBN 978-3-901810-38-1.
- Heimo Kaindl: Sonntagspracht und Alltagsg’wand. Verlag Diözesanmuseum Graz, Graz 2012, ISBN 978-3-901810-30-5.
- Heimo Kaindl (Hrsg.): Eins + 385 – Kirchenkunst zum Staunen. Ein Handbuch kirchlicher Kunstschätze. Verlag Diözesanmuseum Graz, Graz 2008, ISBN 978-3-901810-21-3.
- Heimo Kaindl (Hrsg.): Zwischen Ehrfurcht und Schauder. Reliquienkult gestern und heute. Verlag Diözesanmuseum Graz, Graz 2005, ISBN 3-901810-16-1.
- Heimo Kaindl/Hannes Weinelt (Hg.), Ikona. Russische Bilder der Ewigkeit (Kat. Ausst. Diözesanmuseum Graz und Feuerwehrmuseum Groß St. Florian), Graz 2001.
- Kaindl, Heimo (Hrsg.): Weltuntergänge. Ängste und Hoffnungen an einer Jahrtausendwende (Kat. Ausst. Diözesanmuseum Graz), Graz 2000.
- Kaindl, Heimo / Evelyn Kaindl-Ranzinger/Verena Spuller-Zesnik, Museumsland Steiermark. Ein Führer durch die steirischen Museen und Sammlungen, Leykam Verlag, Graz 1998.
- Heimo Kaindl/Hans Ranz/Leopold Städtler/Karl Steiner (Hg.), Schloß Seggau. Geschichte, Architektur und Kunst der steirischen Bischofsburg, Graz 1997.
- Kaindl, Heimo: Architektur und Kunst in der Evangelischen Steiermark seit 1945, in: Ernst-Christian Gerhold/Johann Georg Haditsch (Hg.), Evangelische Kunst und Kultur in der Steiermark, Leykam Verlag, Graz 1996, S. 64–68.
- Wolfgang Bergthaler/Philipp Harnoncourt/Heimo Kaindl/Willibald Rodler (Hg.), Funktion & Zeichen, Kirchenbau in der Steiermark seit dem II. Vatikanum, Graz-Budapest 1992.
- Heimo Kaindl/Evelyn Ranzinger, Ein Schluck Kultur – Ein Blick ins Land. Reblesungen aus dem Südsteirischen Weinland, Schnider Verlag, Graz-Budapest 1990.

## Kuratierte Ausstellungen (Auswahl)
- 1991: In froher Erwartung. Kunst, Liturgie und Brauchtum in der Advent- und Weihnachtszeit, Diözesanmuseum Graz
- 1997: Engel. Boten Gottes – Geflügelte Helfer – Beschützer der Menschen, Diözesanmuseum Graz
- 2001: Ikona. Russische Bilder der Ewigkeit, Diözesanmuseum Graz
- 2004: Mysterium Weihrauch. Reinigende Kraft, Duft des Göttlichen, Diözesanmuseum Graz
- 2005: Zwischen Ehrfurcht und Schauder. Reliquienkult gestern und heute, Diözesanmuseum Graz
- 2006: frau. macht. kirche., Diözesanmuseum Graz
- 2008: Eins + 385. Kirchenkunst zum Staunen, Diözesanmuseum Graz
- 2010: Christusbilder in der Steiermark, Diözesanmuseum Graz
- 2012: Sonntagspracht und Alltagsg’wand: Eine kleine Kulturgeschichte kirchlicher Kleidung, Diözesanmuseum Graz
- 2012: Als ich Christtagsfreude holen ging. Weihnachten mit Peter Rosegger, Diözesanmuseum Graz
- 2013: Achtung Brot. Alltag – Brauchtum – Glaube, Diözesanmuseum Graz
- 2014: Die Farben Grün. Natur – Hoffnung – Paradies, Diözesanmuseum Graz
- 2015: Maria. 1001 Gesichter der Liebe, Diözesanmuseum Graz
- 2016: Knockin’ on Heaven’s TOR. Fußball und Religion, Diözesanmuseum Graz
- 2018: Last und Inspiration. 800 Jahre Diözese Graz-Seckau, Diözesanmuseum Graz, Priesterseminar und Mausoleum
- 2019: Tiere in der Bibel und in unseren Kirchenräumen, Diözesanmuseum Graz
- 2020: Beschützt. Was Menschen gestern und heute Mut, Trost, Vertrauen und Kraft gibt, Diözesanmuseum Graz
- 2021: Gemeinsam Leben – Gemeinsam Glauben. Die Lebens- und Jahresfeste der Religionen in Graz, Diözesanmuseum Graz
- 2022: Himmlisch Irdisch. 90 Positionen zu 90 Jahren Diözesanmuseum Graz, Diözesanmuseum Graz
- 2023: Zeit. kostbar – vergänglich – relativ
- 2024: Der Dom: Zierde der Stadt. 850 Jahre St. Ägyd in Graz. Kaiserliche Hofkirche – Jesuitischer Predigtort – Kathedrale der Steiermark